# Sofia Wiedenroth
Sofia Lena Wiedenroth (30 de enero de 1995) es una deportista alemana que compite en ciclismo de montaña en la disciplina de campo a través. Ganó tres medallas en el Campeonato Mundial de Ciclismo de Montaña entre los años 2021 y 2024, en la prueba de campo a través con bicicleta eléctrica.

## Medallero internacional
| Campeonato Mundial | Campeonato Mundial    | Campeonato Mundial | Campeonato Mundial     |
| Año                | Lugar                 | Medalla            | Competición            |
| ------------------ | --------------------- | ------------------ | ---------------------- |
| 2021               | Val di Sole (Italia)  | Medalla de bronce  | Campo a través (b. e.) |
| 2023               | Glasgow (Reino Unido) | Medalla de plata   | Campo a través (b. e.) |
| 2024               | Pal Arinsal (Andorra) | Medalla de oro     | Campo a través (b. e.) |